# Усагин, Иван Филиппович
Ива́н Фили́ппович Уса́гин (1855—1919) — русский физик, изобретатель трансформатора, талантливый демонстратор физических опытов.

## Биография
Родился 25 августа (6 сентября) 1855 года в деревне Рыково (теперь Нагорное) Клинского уезда Московской губернии — уже после смерти отца, Филиппа Михайловича Давыдова. Когда Иван Давыдов уже учился в сельской школе, его мать вышла замуж за Якова Афанасьевича Усагина, жителя села Петровское, расположенного в 10 километрах от Рыковой. Я. А. Усагин, занимавшийся розничной торговлей бакалейными товарами, усыновил мальчика. В юношеском возрасте по требованию отчима он переехал в Москву и стал помогать по торговле в лавке, выполняя обязанности приказчика.  
Увлекшись физикой, в декабре 1874 года он написал письмо Н. А. Любимову, который пригласил его на работу учеником механика мастерских Московского университета. Любимов лично обучал Усагина началам наук, поддерживал его материально. Наставником Усагина стал  и механик Т. Ф. Симонов, после смерти которого в 1882 году, демонстрация физических опытов была поручена Усагину; до конца своей жизни он был бессменным демонстратором опытов на публичных лекциях по физике. 
Летом 1882 года на Всероссийской промышленно-художественной выставке в Москве И. Ф. Усагин продемонстрировал своё изобретение — трансформатор промышленного типа, который значительно отличался от катушки Румкорфа и трансформатора П. Н. Яблочкова. При помощи трансформатора Усагина был освещён павильон электричества промышленно-художественной выставки. Своё изобретение Усагин называл «вторичным генератором». Экспертная комиссия выставки, возглавляемая К. А. Тимирязевым «на основании статей 7, 15, 19 Положения об экспертах и наградах» наградила И. Ф. Усагина «дипломом II разряда, соответствующего серебряной медали, за успешные опыты электрического освещения через посредство отдельной индукции и в поощрение к дальнейшей разработке этой методы». И. Ф. Усагину был выдан диплом за № 10565. Патент на своё изобретение Усагин взять не смог из-за недостатка финансовых средств. Спустя много лет, в октябре 1897 года, Общество любителей естествознания, антропологии и этнографии присудило Усагину премию имени В. П. Мошнина «за открытие трансформации токов».
Для лекций Н. А. Любимова Усагин сконструировал ряд физических приборов, ряд приборов усовершенствовал. Известен изготовленный им прибор для демонстрации движения тел в системах с ускорением (демонстрация с падающей рамой). Работая под руководством А. Г. Столетова он принимал непосредственное участие в исследованиях Столетова по фотоэффекту. В статье «Актиноэлектрические исследования» А. Г. Столетов отметил сотрудничество Усагина в этих исследованиях — изготовление приборов и приспособлений, ценные советы о наибольшей эффективности опытов — выразил ему «…вполне заслуженную им благодарность». Так, для получения вакуума в исследованиях Столетова Усагин усовершенствовал ртутный насос, о чём в 1890 году в «Журнале русского физико-химического общества» была опубликована статья И. Ф. Усагина — «Улучшение в ртутном насосе Шпренгеля». Также Усагин сконструировал электрическую машину типа Вимшерста, усовершенствовал машину Линде устройством специального приспособления, усовершенствовал молекулярный насос Геде. Много времени он уделил исследованиям в области цветной фотографии по методу Липпмана. Проведя многочисленные опыты, он создал специальный аппарат для фотографирования солнечных затмений; ему удалось получить большое количество снимков спектров твердых и газообразных тел — в этой области он стал учителем К. В. Чибисова. По приглашению Липпмана Усагин вместес с А. В. Цингером участвовал в Первом Международном конгрессе физиков в Париже.
С 1881 года Усагин работал механиком отдела прикладной физики Политехнического музея;в качестве механика и демонстратора физических опытов на публичных лекциях в Политехническом музее И. Ф. Усагин работал до конца своей жизни.
С 1893 года И. Ф. Усагин стал работать с Н. А. Умовым; он бессменно демонстрировал физические опыты на всех лекциях Умова в университете и на публичных лекциях. По ходатайству Н. А. Умова, при поддержке А. П. Соколова, в 1899 году, за заслуги перед наукой, И. Ф. Усагину было присвоено звание личного почётного гражданина.
Общество любителей естествознания в 1892 году избрало И. Ф. Усагина своим действительным членом; Московское общество испытателей природы 16 октября 1897 года избрало его членом-корреспондентом, а Педагогическое общество Московского университета — своим членом-сотрудником.
В 1909—1910 годах И. Ф. Усагин вместе с молодым физиком-ассистентом Н. П. Метелкиным начал исследования фосфоресценции газов при электрических разрядах, наблюдавшуюся ещё в опытах А. Г. Столетова.
В 1915 году благодаря настойчивым ходатайствам учёных Московского университета и попечителя московского учебного округа, министр просвещения представил доклад царю, на основании которого И. Ф. Усагин был «высочайше» утверждён в должности старшего ассистента по кафедре физики физико-математического факультета Московского университета, хотя на эту должность могли назначаться только лица с университетским образованием.
В 1918 году И. Ф. Усагин стал членом Российской коммунистической партии большевиков.
Скончался во время эпидемии тифа 26 февраля 1919 года и был похоронен на кладбище в родном селе Петровское.